# L'Ange que j'ai vendu
Pour plus de détails, voir Fiche technique et Distribution.
L'Ange que j'ai vendu est un film  français, une comédie réalisée par Michel Bernheim, sortie en 1938.

## Fiche technique
- Titre : L'Ange que j'ai vendu
- Réalisation : Michel Bernheim
- Scénario et dialogues : André Desmorget[1]
- Photographie : Jean Isnard
- Cadre: Jacques Mercanton :
- Décors : Jean Perrier et Léon Barsacq
- Musique : André de Badet, Arthur Hoérée[2]
- Société de production : Production nouvelle de films
- Format : Noir et blanc - 35 mm - 1,37:1
- Pays de production :  France
- Genre : Comédie
- Durée : 91 minutes
- Date de sortie : 
  - France : 8 juin 1938

## Distribution
- Fernand Charpin : Baronski, un boutiquier qui se lance dans la production de films
- Paulette Dubost : Esther Baronski, sa fille et associée
- André Lefaur : le général
- André Alerme : Vronstein
- Jeanne Helbling : Irène Mortange
- Jean Tissier : André de Belvoir
- Lucien Gallas: Maurice Rogier
- Raymond Cordy: Paul
- Christian Argentin	: Stephenko
- Oléo : la secrétaire
- Maxime Fabert : un extra
- Edmond Beauchamp
- Albert Broquin
- Ginette d'Yd
- Mary Ford
- Edith Gallia
- Anthony Gildès
- Georges Jamin
- Anne Laurens
- Robert Moor
- Philippe Richard